# 해리포터: 깨어난 마법
해리포터: 깨어난 마법(Harry Potter: Magic Awakened)은 워너 브라더스 인터랙티브 엔터테인먼트와 넷이즈가 공동 개발 및 배급한 수집형 카드 롤플레잉 비디오 게임이다. 이 게임은 해리 포터의 마법 세계와 관련된 호그와트에 새로 온 학생을 제어하는 데 중점을 둔다.
이 게임은 2021년 9월 9일 중국에서, 2023년 6월 27일 국제적으로 윈도우(SEA 서버만 해당), 안드로이드 및 iOS용으로 출시되었다.

## 게임플레이
해리포터: 깨어난 마법은 해리포터의 마법 세계를 배경으로 한 수집형 카드 롤플레잉 비디오 게임이다. 호그와트의 신입생으로서 플레이어는 자신의 캐릭터를 커스터마이즈하고 다이애건 앨리에서 학용품을 구입하고 분류 모자에 의해 집으로 분류되고 듀엘링 클럽(Dueling Club)에 가입하게 된다. 플레이어는 원작 시리즈의 알려진 캐릭터를 만나고 주문과 매력을 배울 수 있다. 이 게임은 새로운 스토리와 도전적인 시련을 제공하며 플레이어는 결투에서 다른 캐릭터와 대결하게 된다. 게임은 주로 승리를 확보하기 위해 결투에서 주문으로 전략적으로 사용되어야 하는 카드 활용에 집중한다. 카드를 합치면 더 강력한 주문을 만들 수 있다.